# Вина (фильм)
«Вина» (англ. Blame) — американский независимый фильм, режиссёрский дебют актрисы Куинн Шепард по собственному сценарию, которая также сыграла главную роль и выступила сопродюсером картины. Фильм повествует о ученице старших классов, влюбившейся в своего преподавателя актёрского мастерства (его роль исполнил Крис Мессина).
Куинн Шепард разрабатывала сюжет для фильма на протяжении нескольких лет. Продюсерами выступала сама Куинн и её мать Лори, съёмки заняли 19 дней.
Премьера состоялась на кинофестивале «Tribeca» в 2017 году, Надя Александер получила премию жюри в номинации «Лучшая актриса».

## Сюжет
В школу после длительного перерыва возвращается ученица Эбигейл Грей, которая из-за психологических проблем пропустила несколько месяцев. В это время в класс приходит новый преподаватель драматического искусства Джереми Вудс, который предлагает ученикам поставить пьесу Артура Миллера «Суровое испытание» (The Crucible). На роль главной антагонистки, Эбигейл Уильямс, хотела бы претендовать бойкая Мелисса, чирлидерша и неформальный лидер класса, однако Вудс выбирает более скромную и тихую Эбигейл. Когда партнёр Эбигейл по сцене не появляется на репетиции, роль Джона Проктора читает сам Вудс. Его покоряет игра Эбигейл, и они начинают проводить больше времени вместе, обсуждая будущую пьесу и репетируя. Постепенно Вудс начинает чувствовать, что влюблён в Эбигейл, хотя пытается отогнать от себя мысли о ней.
Мелисса недолюбливает Эбигейл и ревниво следит за развитием событий. Она также помогает своей подруге Софи сблизиться с Эриком, красавчиком из класса. В свою очередь, Софи напрашивается на дружбу с Элли, девушкой, которая не понимает неприязни остальных к Эбигейл. Элли нередко проводит время после уроков возле актового зала, где репетируют Вудс и Эбигейл. Во время занятий по химии дома у Элли Софи находит её дневник, где видит на последней странице запись о том, что Вудс и Эбигейл поцеловались на сцене во время репетиции. Софи рассказывает об этом Мелиссе, которая начинает изучать в интернете случаи, когда преподаватель был обвинён в любовной связи с ученицей.
Отношения Вудса и Эбигейл, однако, не идут дальше поцелуя, и Вудс старается избегать Эбигейл. Она чувствует его отстранение и пытается преследовать учителя. Тем временем Софи хочет вырвать страницу из дневника Элли как доказательство, но видит, что страница была уже удалена самой Элли. В разговоре с Софи Элли говорит, что понимает, что всё это затеяла Мелисса, которая явно ревнует Эбигейл к Вудсу. Мелисса же, при помощи Софи перехватив записку Вудса к Эбигейл, вместо Эбигейл приходит на репетицию в зал к Вудсу, где спрашивает, почему он предпочёл Эбигейл, и пытается поцеловать Вудса, однако тот отталкивает её. Позже Мелисса намекает Эбигейл, что целовалась с учителем.
Наступает день спектакля. Эбигейл нигде нет, и на сцену готовится выйти Мелисса, заменяющая её. Однако Эбигейл появляется в последний момент и играет свою роль, словами героини передавая свои чувству к Вудсу. После спектакля Вудс догоняет Эбигейл. Она спрашивает, почему он не хочет её видеть. Она приглашает Вудса домой, где поднимается наверх в спальню и отдаёт ему куртку, которую он ей давал раньше укрыться от дождя. Вудс говорит, что дарит эту куртку Эбигейл, обнимает её и уходит. В это время оскорблённая в своих чувствах Мелисса, которой в итоге не досталась её роль и внимание Вудса, приходит в администрацию школы и заявляет о домогательствах со стороны Вудса. Туда же вызывают её опекуна Роберта. Во время рассказа полицейскому о Вудсе Мелисса говорит о постоянных домогательствах и побоях и становится понятно, что на самом деле речь идёт о Роберте, а не Вудсе.
На следующий день, опоздав в школу, Мелисса ждёт за стеклянной дверью. Проходящая мимо Эбигейл задерживается и улыбается ей.

## В ролях
- Куинн Шепард — Эбигейл Грей
- Надя Александер — Мелисса Боуман
- Крис Мессина — Джереми Вудс[5]
- Тейт Донован — Роберт МакКарти[5]
- Тесса Альбертсон — Элли Редгрейв
- Триесте Келли Данн — Дженнифер

## Критика
В целом, фильм получил смешанные и положительные отзывы.
На сайте Rotten Tomatoes фильм имеет рейтинг 80 % на основе 25 рецензий. На Metacritic фильм получил смешанные отзывы (54 балла из 100).
Гленн Кенни из New York Times назвал режиссёрский дебют Шепард недоработанным, в то время как рецензент из The Hollywood Reporter отметил, что «фильм изящно снят и смонтирован». Рэнди Астл из Filmmaker Magazine написал, что «Вина» — «острое и резкое исследование современных американских подростков».